# Розпорядження (правомочність)
Розпоря́дження (лат. ius abutendi; також право розпорядження) — можливість власника речі визначати її фактичну і юридичну долю.
Одна з трьох класичних правомочностей власника (поряд з володінням і користуванням).
Визначення фактичної долі речі полягає в можливості зміни її фізичної суті аж до повного знищення. Юридична доля речі може бути визначена шляхом передачі права власності іншій особі або шляхом відмови від права на річ.
Право розпорядження в об'єктивному розумінні є сукупністю правових норм, з допомогою яких закріплюється можливість визначити юридичну чи фактичну долю речі (майна).
Право розпорядження реалізується через припинення або обмеження належного суб'єктові права власності. Наприклад, продаж, дарування, вчинення заповіту або навіть знищення майна.
Акт розпорядження майном, який здійснюється власником щодо належної йому речі, завжди є юридичним актом. Він може бути як одностороннім, так і багатостороннім.
Право розпорядження майном може бути обмежене законом в інтересах суспільства (наприклад, заборона на реалізацію земельних ділянок іноземним особам).